# Мартинович, Митар
Митар Мартинович (серб. Митар Мартиновић; 8 сентября 1870, Баица, Цетине — 11 февраля 1954, Белград) — черногорский и югославский и военачальник, генерал Югославской армии, министр иностранных дел Княжества Черногории.

## Биография
Мартинович окончил Кадетскую школу в Милане и инженерно-артиллерийскую военную академию в Турине. Он был главой военного суда княжеского двора, а затем и премьер-министром, военным министром и министром иностранных дел Черногории.
Командовал Приморским отрядом при осаде Шкодера во время Первой Балканской войны. 
Во время Первой мировой войны Мартинович — командир Дринского и Герцеговинского отрядов. Затем — делегат, аккредитованный при Русским Верховном Командовании, и во время обороны Котора — командир Ловченского отряда.
В 1918 году изменил королю Николе I. В Королевстве сербов, хорватов и словенцев получил в 1919 году звание генерала. Выполнял обязанности помощника командующего полевой армией. Вышел на пенсию в 1921 году.
Он был награждён золотой медалью Милоша Обилича и другими наградами. Автор работы: Упутство војничком старешинству за васпитање војске у војном духу и дисциплини, Цетинье, 1900. (Военный дух и дисциплина)
Внучка — Елена Жигон (урождённая Йованович), актриса.